# 阮橋本
阮橋本（1970年11月28日—），出生於台灣苗栗縣苑裡鎮，曾就讀於板橋光華商職。1986年起擔任聯豐佛教禮儀社之社長。現居新北市板橋區，有「鋼鐵爸」的綽號。阮橋本在兒子阮聖翔發生意外過世後，成立「聖翔救援協會」幫助貧困人士。2018年2月，阮橋本赴派出所探視，因掌摑前員工，遭到起訴。同年，阮橋本宣布參選新北市議員。

## 選舉紀錄
| 年度 | 選舉屆數             | 選舉區           | 所屬政黨 | 得票數 | 得票率 | 當選標記 | 備註 |
| ---- | -------------------- | ---------------- | -------- | ------ | ------ | -------- | ---- |
| 2018 | 第三屆新北市議員選舉 | 新北市第四選舉區 | 無黨籍   | 5,650  | 1.99%  |          |      |
| 2022 | 第四屆新北市議員選舉 | 新北市第五選舉區 | 無黨籍   | 3,335  | 1.30%  |          |      |